# Kadłub Turawski
Kadłub Turawski est une localité polonaise de la voïvodie et du powiat d'Opole.